# Nakadžima Ki-49
Nakadžima Ki-49 Donrjú (Hřmící drak), ve spojeneckém kódu Helen, byl japonský osmimístný dvoumotorový bombardovací středoplošník z období druhé světové války.

## Vznik
Společnost Nakadžima obdržela bez soutěže specifikace na nový bombardér přímo od Generálního štábu armádního letectva. Vývoj Ki-49 zahájil ing. Nišimura v roce 1937, později vedení prací převzal jeho asistent T. Kojama. Nový stroj měl dosahovat rychlosti 500 km/h při doletu 3000 km, nosnosti 1000 kg pum a nahradit starší letouny Micubiši Ki-21. Navrhovanou obrannou hlavňovou výzbroj měl tvořit pohyblivý kanón Ho-1 ráže 20 mm v horním střelišti, ve zbylých instalacích v prosklené přídi, v zádi trupu, malých oknech na boku a spodní části trupu pak lehké kulomety ráže 7,7 mm. Pasivní ochranu tvořily samosvorné palivové nádrže a pancéřované prostory osádky. Odtoková hrana křídla blíže k trupu byla opatřena velkými Fowlerovými klapkami.

## Vývoj

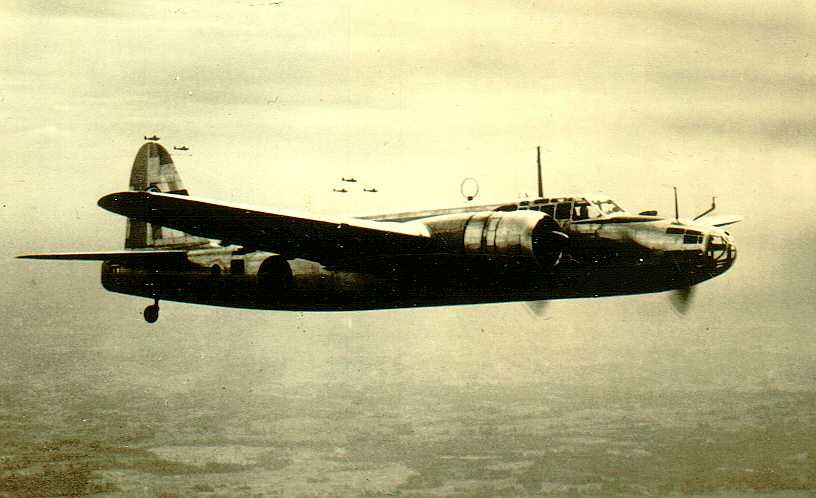
Nakadžima Ki-49 Donrjú

Prototyp poháněný dvojicí hvězdicových čtrnáctiválců Nakadžima Ha-5 KAI se vzletovým výkonem 708 kW poprvé vzlétl v srpnu roku 1939. Další dva prototypy včetně sedmi letounů ověřovací série měly zabudované silnější motory Ha-41 disponující vzletovým výkonem 932 kW. Po dokončení vojskových zkoušek v březnu 1941 přijalo letectvo japonské císařské armády letouny pod označením Nakadžima Ki-49-I do výzbroje. Sériová výroba byla zahájena v závodech Nakadžima Hikóki K. K. v Otě.
Na jaře roku 1942 konstruktéři zavedli instalaci silnějších motorů Nakadžima Ha-109 po 1119 kW. Po testech dvou prototypů byla v září zahájena sériová výroba nové verze Nakadžima Ki-49-II v celkovém počtu 617 exemplářů. Subverze Ki-49-IIa měla vylepšené pancéřování prostorů osádky a účinnější ochranu palivových nádrží. Druhá subverze Ki-49-IIb měla posílenou obrannou výzbroj. S výjimkou bočních střelišť byly zavedeny velkorážné kulomety Ho-103 ráže 12,7 mm, pohyblivý kanón v horním střelišti zůstal zachován. Nárůst hmotnosti 500 kg oproti původní verzi však zhoršil stabilitu za letu a ovladatelnost.
Zlepšení výkonů měla zajistit instalace osmnáctiválcových hvězdicových motorů Nakadžima Ha-117 se vzletovým výkonem po 1805 kW, vyvinutých z osmnáctiválců Ha-107. Možnosti letounů s těmito pohonnými jednotkami byly ověřovány ve druhém pololetí roku 1943 u šesti kusů označených Ki-49-III, avšak bez použitelných výsledků. Nové motory byly nevyzrálé a nespolehlivé pro sériovou výrobu Ki-49.
Licenční produkce padesátky Ki-49 probíhala v závodech firmy Tačikawa v letech 1943/44.

## Nasazení

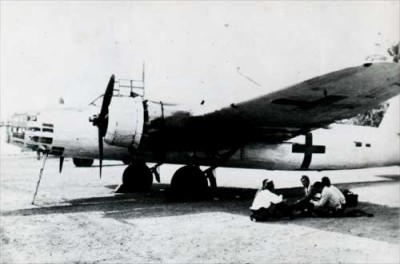
Nakadžima Ki-49

Spojenci se s Ki-49-I poprvé setkali v prosinci 1941 nad Novou Británií, Novou Guineí a severní Austrálií. Stroje Ki-49-I ze základny v Nové Guineji provedly 19. února 1942 nálet na Port Darwin.[zdroj⁠?!]
Ki-49-I v závěru své bojové kariéry dosloužily vybaveny radary a detektory magnetických anomálií při protiponorkovém hlídkování. Některé Ki-49-II byly zase přestavěny na transportní letouny. Řada Ki-49 obou verzí byla v závěru války použita k sebevražedným útokům, naložena 1600 kg výbušnin a řízena dvoučlennou osádkou.

## Specifikace (Ki-49-I)

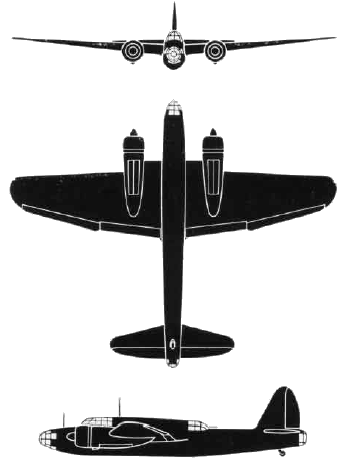
Nakadžima Ki-49 Donrjú

Údaje podle

### Technické údaje
- Osádka: 8
- Rozpětí: 20,42 m
- Délka: 16,81 m
- Výška: 4,25 m
- Nosná plocha: 69,05 m²
- Prázdná hmotnost: 6 070 kg
- Maximální vzletová hmotnost: 10 675 kg
- Pohonná jednotka: 2 ×  vzduchem chlazený dvouhvězdicový motor Nakadžima Ha-41
- Výkon pohonné jednotky: 932 kW (1 250 hp) (vzletový)

### Výkony
- Maximální rychlost: 490 km/h (ve výšce 5 200 m)
- Přistávací rychlost: 133 km/h
- Ekonomická cestovní rychlost: 350 km/h (ve výšce 4 000 m)
- Výstup do hladiny 5000 m: 14 min
- Praktický dostup: 9 000 m
- Dolet: 2 400 km

### Výzbroj
- 5 × pohyblivý kulomet typ 89 ráže 7 mm (po 1 v příďovém, bočních, břišním, a ocasním střelišti)
- 1 × letecký kanón Ho-1 ráže 20 mm (ve hřbetním střelišti)
- max. 1 000 kg (obvykle 750 kg) pum v trupové pumovnici